# Cafés Jeanne d'Arc
Les Cafés Jeanne d’Arc est un torréfacteur fondé en 1899 et situé à Orléans, dans le département du Loiret et la région Centre-Val de Loire (France).

## Histoire
En 1899, Alfred Barthélemy ouvre à Orléans un magasin qui propose du café torréfié à l’aide d’un système breveté à l’air surchauffé. Ce magasin ouvre le jour de la fête de Jeanne d’Arc, le 8 mai 1899, au 7 rue de la République à Orléans, alors que le percement de cette rue était à peine achevé. La boutique s'y trouve toujours aujourd’hui.
L'ouverture du magasin apparait dans la presse locale (Le Républicain Orléanais et Le Journal du Loiret).
Le café torréfié sur place est une véritable attraction à l'époque, et remporte un franc succès auprès des clients de la ville. Très vite, une deuxième boutique est ouverte au 16 rue Royale en 1901.
Gaston Barthélemy, fils d'Alfred, reprend l’entreprise après la Première Guerre mondiale, et développe notamment une spécialité de café glacé. À sa mort, c’est Jacques Barthélemy, son fils ainé qui lui succède, lequel ouvre une boutique à Blois (qui n’existe plus aujourd’hui). Daniel Girard, gendre de Jacques Barthélemy ouvrit le troisième magasin au 13bis rue du Faubourg-Saint-Jean en 1984.
La maison fêta son centenaire le 22 mai 1999 en présence du maire d'Orléans Jean-Pierre Sueur et de nombreuses personnalités locales. Aujourd’hui, l’arrière-arrière-petit-fils du fondateur assure la continuité de la tradition familiale.
La maison est restée propriété de la même famille orléanaise depuis sa création.

## Aujourd'hui

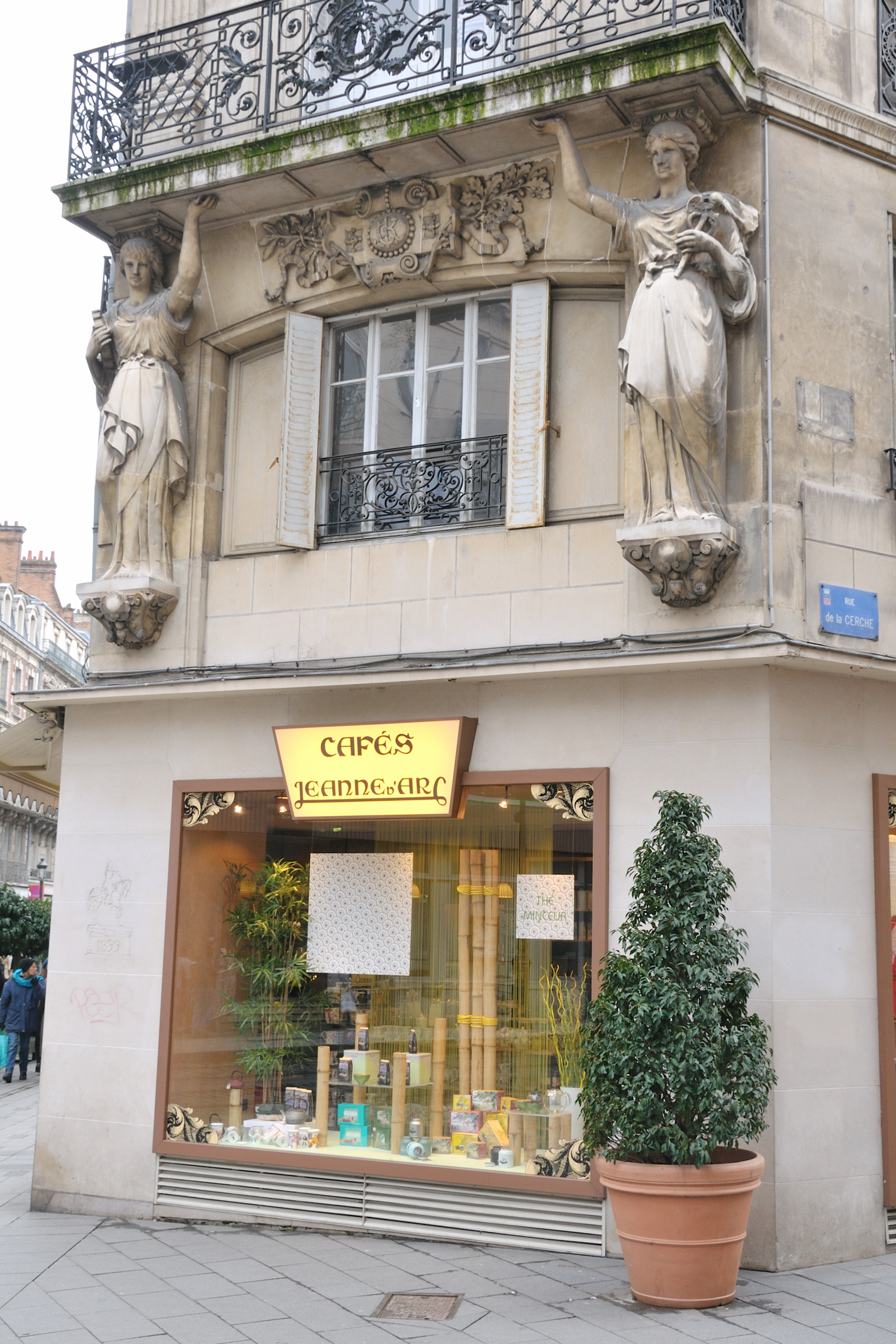
Boutique de la rue de la République à Orléans

Les "Cafés Jeanne d'Arc" est à ce jour l’une des plus anciennes enseignes d’Orléans. Cette maison dispose de trois boutiques dans le centre-ville d'Orléans. Une gamme de cafés grands crus, une sélection de thés, des produits à sa marque ainsi que des objets se rapportant au thé ou au café y sont commercialisés.